# La Destrousse
 La Destrousse  es una comuna y población de Francia, en la región de Provenza-Alpes-Costa Azul, departamento de Bocas del Ródano, en el distrito de Marsella y cantón de Roquevaire.
Su población en el censo de 1999 era de 2.489 habitantes. Forma parte de la aglomeración urbana de Marsella-Aix-en-Provence.
Está integrada en la Communauté d’agglomération Garlavan Huveaune - Sainte Baume .